# Trevor Birch
Trevor Birch (West Bromwich, 20 novembre 1933 – Staffordshire, maggio 2013) è stato un calciatore inglese, di ruolo centrocampista.

## Carriera
Inizia a giocare con i dilettanti dell'Accles & Pollock, diventando poi professionista nel 1954 quando viene tesserato dall'Aston Villa, club della prima divisione inglese. Nella stagione 1954-1955, all'età di 21 anni, gioca la sua prima partita tra i professionisti; trova maggior spazio durante la stagione 1955-1956, nella quale disputa 9 partite. Rimane poi in rosa all'Aston Villa fino al termine della stagione 1959-1960, partecipando quindi anche alla vittoria della FA Cup 1956-1957, ma giocando sempre in modo abbastanza sporadico: durante le stagioni 1956-1957, 1957-1958 e 1958-1959 gioca infatti rispettivamente 7, 2 e 2 partite di campionato, non scendendo invece mai in campo nel corso della stagione 1959-1960, la sua ultima in rosa nel club (nella quale peraltro vince il campionato di seconda divisione), per un totale quindi di 22 partite di campionato giocate in sei stagioni in rosa. Tra il 1960 ed il 1962 gioca invece in quarta divisione con lo Stockport County, con cui totalizza 43 presenze in questa categoria, per poi andare a chiudere la carriera ai semiprofessionisti del Nuneaton Borough.
In carriera ha giocato complessivamente 65 partite nei campionati della Football League.

## Palmarès

### Club

#### Competizioni nazionali
- Coppa d'Inghilterra: 1

Aston Villa: 1956-1957
- Campionato inglese di seconda divisione: 1

Aston Villa: 1959-1960